# Brunn am Gebirge
Brunn am Gebirge is een gemeente in de Oostenrijkse deelstaat Neder-Oostenrijk, gelegen in het district Mödling (MD).

## Geografie
Brunn am Gebirge heeft een oppervlakte van 7,26 km². Het ligt in het noordoosten van het land, even ten zuiden van de hoofdstad Wenen.
Achau · Biedermannsdorf · Breitenfurt bei Wien · Brunn am Gebirge · Gaaden · Gießhübl · Gumpoldskirchen · Guntramsdorf · Hennersdorf · Hinterbrühl · Kaltenleutgeben · Laab im Walde · Laxenburg · Maria Enzersdorf · Mödling · Münchendorf · Perchtoldsdorf · Vösendorf · Wiener Neudorf · Wienerwald
- Gemeinsame Normdatei: 4420575-2
- Library of Congress Control Number: n85033685
- MusicBrainz: 26410fd9-fac9-4c38-a4a4-ac6cbb362e19
- Nationale Bibliotheek van Tsjechië: ge1118487
- Nationale Bibliotheek van Israël: 987007564639405171
- Virtual International Authority File: 150155358
- WorldCat: E39PBJjCPmBr7bBQMFvtgwjKVC